# Cot Tangkurak
Cot Tangkurak är en kulle i Indonesien.   Den ligger i provinsen Aceh, i den västra delen av landet, 1 800 km nordväst om huvudstaden Jakarta. Toppen på Cot Tangkurak är 294 meter över havet.
Terrängen runt Cot Tangkurak är varierad, och sluttar norrut. Runt Cot Tangkurak är det glesbefolkat, med 19 invånare per kvadratkilometer. I omgivningarna runt Cot Tangkurak växer i huvudsak städsegrön lövskog.